# Środa Śląska
Środa Śląska (em alemão Neumarkt in Schlesien) é um município da Polônia, na voivodia da Baixa Silésia e no condado de Środa. Estende-se por uma área de 14,94 km², com 9 428 habitantes, segundo os censos de 2018, com uma densidade 631,1 hab/km².